# Hekatón
Hekatón (Kr. e. 1. század) görög filozófus.
A sztoikus filozófia követője volt. Rodoszról származott, mesterének Panaitioszt tartotta. „Peri kathontón” című főműve legalább 6 könyv terjedelmű lehetett. Egyéb munkái: „Pei aretón”, „Peri paión”, „Peri paradoxón”, „Peri teleón”. Műveiből mindössze töredékek maradtak fenn.